# مرغ کریچ‌ساز طلایی
مرغ کریچ‌ساز طلایی (نام علمی: Prionodura newtoniana) نام یک گونه از تیره مرغ کریچ‌ساز است.